# Wulf Rössler
Wulf Rössler (* 9. September 1947) ist ein deutscher Psychiater. Er ist emeritierter Ordinarius für klinische Psychiatrie der Universität Zürich und war langjähriger Direktor der Klinik für Soziale Psychiatrie und Allgemeinpsychiatrie der Psychiatrischen Universitätsklinik in Zürich. Seit 2013 ist Professor der Postgraduation an der Universität von São Paulo und seit 2017 Seniorprofessor an der Charité Universitätsmedizin Berlin.

## Leben
Geboren in der Nähe von Heidelberg, studierte Wulf Rössler zunächst Medizin an der Universität Heidelberg und nachfolgend Psychologie, ebenfalls in Heidelberg. 1981 begann er seine Ausbildung in Psychiatrie am Zentralinstitut für Seelische Gesundheit in Mannheim, die er 1992 mit dem Facharzttitel für Psychiatrie und Psychotherapie abschloss. Außerdem erwarb er die Zusatzbezeichnungen in Sozialmedizin und Rehabilitation. 1993 habilitierte er sich mit dem Thema „Soziale Rehabilitation Schizophrener“, ein Thema, das aus seiner Arbeit als Leiter des Landesprogramms Psychiatrie Baden-Württemberg hervorging.
1996 wurde er auf den Lehrstuhl für klinische Psychiatrie der Universität Zürich berufen und wurde gleichzeitig Direktor der Klinik für Soziale Psychiatrie und Allgemeinpsychiatrie Zürich West der Psychiatrischen Universitätsklinik. Zusätzlich war er von 1999 bis 2003 und von 2009 bis 2013 Vorsteher des Medizinischen Direktoriums der Psychiatrischen Universitätsklinik Zürich. 2007 und 2008 war er Gastprofessor am Institut für Psychiatrie an der Universität von São Paulo. Seit April 2010 ist er Gastprofessor an der Leuphana-Universität Lüneburg. Nach seiner Emeritierung an der Universität Zürich belegt er nun seit 2013 eine Senior Professur an der Leuphana und eine Professur der Postgraduation an der Universität von São Paulo. Zudem wurde er 2017 zum Seniorprofessor an der Charité Universitätsmedizin Berlin ernannt.

## Wirken
Rösslers Forschungsschwerpunkt liegen vor allem in den Bereich der psychiatrischen Epidemiologie. Sein Publikationsverzeichnis umfasst mehr als 450 Arbeiten. Er ist Herausgeber mehrerer Standardlehrbücher, z. B. im Bereich der Psychiatrischen Rehabilitation und der Notfallpsychiatrie, wie auch Autor verschiedener Monographien.
Rössler ist im wissenschaftlichen Beirat verschiedener Fachzeitschriften. Er ist Vorstandsmitglied des Instituts für Gesundheits- und Suchtforschung, der Vereinigung Psychiatrischer Chefärzte und auch Präsident der Schweizer Gesellschaft für Psychiatrische Epidemiologie, sowie Präsident der International Federation of Psychiatric Epidemiology.
Seit 2009 ist er Gesamtprojektleiter des „Zürcher Impulsprogramm zur nachhaltigen Entwicklung der Psychiatrie“ (ZINEP), eines Forschungsprogramms mit sieben Teilprojekten aus dem Bereich der psychiatrischen Versorgung und Epidemiologie.

## Schriften (Auswahl)
Als Autor:
- Sympathische Ophthalmie – phakogene Ophthalmie. Eine klinische und histologische Vergleichsstudie. 1972 (Dissertation, Universität Heidelberg, 1974).
- mit Brigitte Fätkenheuer und Walter Löffler: Soziale Rehabilitation Schizophrener. Modell sozialpsychiatrischer Dienst. Enke, Stuttgart 1993, ISBN 3-432-25451-2.
- mit Hans Joachim Salize: Planungsmaterialien für die psychiatrische Versorgung. Deutscher Studien-Verlag, Weinheim 1993, ISBN 3-89271-421-5.
- mit Hans Joachim Salize und Heinz Häfner: Gemeindepsychiatrie. Grundlagen und Leitlinien. Planungsstudie Luxemburg. Verlag Integrative Psychiatrie, Innsbruck 1993, ISBN 3-85184-004-6.
- mit Hans Joachim Salize: Die psychiatrische Versorgung chronisch psychisch Kranker. Daten, Fakten, Analysen. Schlussbericht des Forschungsprojekts „Strukturanalyse der Berichterstattung zur psychiatrischen Versorgung unter besonderer Berücksichtigung des Bereichs chronischer psychischer Störungen“. Nomos, Baden-Baden 1996, ISBN 3-7890-4515-2.
- mit Hans Joachim Salize: Kosten und Kostenwirksamkeit der gemeindepsychiatrischen Versorgung von Patienten mit Schizophrenie. Springer, Berlin 1998, ISBN 3-540-64540-3.
- Psychologen in der psychiatrischen Klinik. Psychiatrie-Verlag, Bonn 2004, ISBN 3-88414-377-8.

Als Herausgeber:
- Ausserstationäre psychiatrische Versorgung. Landesprogramm Baden-Württemberg 1985. Beltz, Weinheim 1985, ISBN 3-407-58281-6.
- mit Walter Hewer: Das Notfall-Psychiatrie-Buch. Urban & Schwarzenberg, München 1998, ISBN 3-541-18651-8; 2. Auflage: Akute psychische Erkrankungen: Management und Therapie. Elsevier/Urban & Fischer, München 2007, ISBN 978-3-437-22880-3.
- Psychiatrische Rehabilitation. Springer, Berlin 2004, ISBN 3-540-40735-9.
- mit Paul Hoff: Psychiatrie zwischen Autonomie und Zwang. Springer, Heidelberg 2005, ISBN 3-540-23400-4.
- Die therapeutische Beziehung. Springer, Heidelberg 2005, ISBN 3-540-21670-7.
- mit Wolfram Kawohl: Soziale Psychiatrie. Das Handbuch für die psychosoziale Praxis. 2 Bände. Kohlhammer, Stuttgart 2013, ISBN 978-3-17-021987-8 (Band 1: Grundlagen), ISBN 978-3-17-021988-5 (Band 2: Anwendung).
- mit Birgit Matter: Kunst- und Ausdruckstherapien. Ein Handbuch für die psychiatrische und psychosoziale Praxis. Kohlhammer, Stuttgart 2013, ISBN 978-3-17-021989-2.
- mit Hans Danuser: Burg aus Holz – das Burghölzli. Von der Irrenheilanstalt zur Psychiatrischen Universitätsklinik Zürich. Entwicklungen, Innen- und Aussensichten. NZZ Libro, Zürich 2013, ISBN 978-3-03823-739-6.